# Мехтиева, Роза Хасановна
Ро́за Хаса́новна Мехти́ева (19 декабря 1932, Грозный, Северо-Кавказский край — 12 мая 2019) — советская и российская чеченская актриса, Народная артистка Чечено-Ингушской АССР (1990), Заслуженная артистка Российской Федерации (2005). Дочь Хасана Мехтиева, бывшего прокурора Чечено-Ингушской АССР, поэта и драматурга
Родилась 19 декабря 1932 года в Грозном. В 1958 году пришла в Республиканский театр кукол в качестве актрисы. Сыграла больше 100 ролей. Её многолетний труд отмечен многими наградами.
В годы чеченских войн она потеряла жильё и имущество. Долгое время жила у своей сестры.

## Спектакли
- Ведьма в спектакле «Турпал» Умара Гайсултанова
- Баба-яга в постановке «Сизокрылый голубь» Абдул-Хамида Хамидова
- Принцесса Будур в «Волшебной лампе Аладдина»
- Фея в «Маленькой фее» Рабадано
- Курбика в «Тайне пещеры» А. Усманова
- Асан в сказке «Про добро и зло и про длинный язык» Н. Осиповой
- Авва в «Айболите» Вадима Коростылёва

## Награды
- 1970 — Медаль «За доблестный труд»;
- 1981 — Заслуженная артистка Чечено-Ингушской АССР;
- 1983 — Знак «Наставник молодежи»;
- 1985 — Медаль «Ветеран труда»;
- 1986 — Орден Дружбы народов;
- 1990 — Народная артистка Чечено-Ингушской АССР;
- 2002 — Знак отличия «За достижения в культуре»;
- 2005 — Заслуженная артистка Российской Федерации;
- 2008 — Медаль «За заслуги перед Чеченской Республикой»[3].